# Henry Kendall
Henry Way Kendall (Boston, 9 december 1926 – Wakulla Springs State Park (Florida), 15 februari 1999) was een Amerikaans natuurkundige.
Hij ontving in 1990 samen met Jerome Friedman en Richard Taylor de Nobelprijs voor de Natuurkunde "Voor hun bevindingen naar diepe niet-elastische verstrooiing van elektronen op protonen en gebonden neutronen, die van essentieel belang waren voor de ontwikkeling van het quarkmodel in de elementaire deeltjefysica."

## Biografie
Henry Kendall was de zoon van de zakenman Henry P. en Evelyn Way Kendall. Hij bezocht de Deerfield Academy en de Amherst College, die hij in 1950 afsloot met een master in de wiskunde. Daarna studeerde hij natuurkunde aan het Massachusetts Institute of Technology (MIT) waar hij in 1955 promoveerde. Tijdens zijn studie voerde hij experimentele studies uit naar positroniums.
Aansluitend spendeerde hij twee jaar (1954-56) als post-docstudent bij het Brookhaven National Laboratory (BNL). Vervolgens maakte hij vijf jaar lang deel uit van Robert Hofstadters onderzoeksgroep bij de Stanford-universiteit, waar hij samenwerkte met Jerome Friedman en Richard Taylor. Gebruikmakend van de universiteits 300-voet lange lineaire elektronenversneller deden ze onderzoek naar de structuur van protonen en neutronen.
In 1961 keerde hij terug naar MIT waar hij de rest van zijn carrière aan verbonden bleef. Eind jaren 1960, begin jaren 1970 werkte Kendall samen met onderzoekers van het Stanford Linear Accelerator Center (SLAC), waaronder Friedman en Taylor. Bij het SLAC werden experimenten uitgevoerd betreffende de verstrooiing van hoogenergetische elektronen op protonen, deuteronen en zwaardere nuclei. Uit de meetresultaten kon worden afgeleid dat protonen en neutronen zijn opgebouwd uit puntvormige deeltjes, later geïdentificeerd als up- en downquarks die eerder door Murray Gell-Mann en anderen op zuiver theoretische gronden waren geïntroduceerd.
Daarnaast was Kendell medeoprichter en langjarig voorzitter van de anti-oorlogsgroep Union of Concerned Scientists (UCS) in 1969. Verder was hij lid van de JASON Defense Advisory Group.
Kendall was niet alleen een bekwaam natuurkundige maar ook een gepassioneerd fotograaf en bergbeklimmer. Hij is co-auteur van twee boeken, een over ondiep waterduiken en de ander over onderwaterfotografie. Hij overleed op 15 februari 1999 tijdens een duikexpeditie in de onderwatergrotten van Wakulla Springs State Park in Florida.